# Whodunit (lied)
Whodunit is een lied van de Amerikaanse r&b-/discogroep Tavares. Het is geschreven door Keni St. Lewis en Freddie Perren en werd in maart 1977 uitgebracht als dragende single van het album Love Storm. Op de B-kant staat Fool of the Year.

## Achtergrond
Het lied begint met een intro dat een sfeer van mysterie oprroept waarna zanger Chubby Tavares en zijn broers herhaaldelijk vragen "Whodunit? / Who stole my baby?". Tussendoor en in de ad-libs worden namen genoemd van bekende fictieve detectives die deze zaak tot op de bodem moeten uitzoeken; Sherlock Holmes, Charlie Chan, Ellery Queen, McCloud, Kojak, Baretta en Dirty Harry. Vluchten is zinloos want "The place is surrounded / Nobody leaves till I found her".   
Wodunit ligt min of meer in het verlengde van Searchin', een single van The Coasters uit 1957 waarin de hulp van een aantal speurders werd ingeschakeld om een vermiste vriendin op te sporen. 

## Hitnoteringen
Het lied stond in mei 1977 een week bovenaan de Amerikaanse r&b-lijst en haalde in de Billboard Hot 100 de 22e plaats. In het Verenigd Koninkrijk stond het begin mei 1977 twee weken op nr.5. In de Nederlandse top 40 werd het een  nr.7-notering. Ter promotie verschenen de broers o.a. in het televisieprogramma TopPop. In navolging van Heaven Must Be Missing an Angel werd ook Whodunit in februari 1986 opnieuw uitgebracht. 